# Liste von Basketballvereinen in Brasilien
Diese Liste ist eine Aufstellung von Basketballvereinen in Brasilien.
| Verein | Logo | Ort                              | Nationale Meisterschaften                                                         | Sportstätte                                               | Sonstiges und Webadresse | Belege              |
| --- | ---- | -------------------------------- | --------------------------------------------------------------------------------- | --------------------------------------------------------- | ------------------------ | ------------------- |
| Clube Atlético Campestre de Assis Basket |      | Assis (São Paulo)                |                                                                                   | Jairão Arena                                              |                          |                     |
| (Zapone Gocil) Bauru Basket |      | Bauru                            | 2002, 2017                                                                        | Ginásio Panela de Pressão                                 |                          | [ 1 ] [ 2 ] [ 3 ]   |
| Minas Tênis Clube |      | Belo Horizonte                   |                                                                                   | Juscelino Kubitschek Arena                                |                          | [ 4 ] [ 5 ] [ 3 ]   |
| Cerrado Basquete |      | Brasília                         |                                                                                   | Ginásio da ASCEB                                          |                          | [ 6 ] [ 3 ]         |
| Unklar: Instituto Viver Basquetebol / Lobos Brasília / oder UniCEUB Brasília / BRB/Brasilia Basquete (2007, 2010, 2011, 2012) Universo Brasilia |      | Brasília                         | 2007, 2010, 2011, 2012                                                            | Ginásio Nilson Nelson, Ginásio da ASCEB                   |                          |                     |
| Unifacisa |      | Campina Grande                   |                                                                                   | Arena Unifacisa                                           |                          | [ 7 ] [ 3 ]         |
| Caxias do Sul Basquete |      | Caxias do Sul                    |                                                                                   | Ginásio do SESI                                           |                          | [ 8 ] [ 3 ]         |
| Fortaleza Basquete Cearense (Associação de Basquete Cearense)                                                                                   |      | Fortaleza                        |                                                                                   | Centro de Formação Olímpica                               |                          | [ 9 ] [ 3 ]         |
| Franca Basquetebol Clube |      | Franca                           | 1971, 1974, 1975, 1980, 1981 (II), 1990, 1991, 1993, 1997, 1998, 1999, 2022, 2023 | Ginásio Pedrocão                                          |                          | [ 10 ] [ 3 ]        |
| Basquete Universo/Goiânia |      | Goiânia                          |                                                                                   | Ginásio Rio Vermelho                                      |                          | [ 11 ]              |
| Vila Nova Basquete Clube |      | Goiânia, Goiás                   | 1973                                                                              |                                                           | Mehrspartensportverein   |                     |
| Joinville Basquete Associados / Cia. do Terno/Romaço/Joinville                                                                                  |      | Joinville                        |                                                                                   | Ginásio Ivan Rodrigues                                    |                          | [ 12 ]              |
| Associação Limeirense de Basquete / Basquete Limeira                                                                                            |      | Limeira                          | 2006                                                                              | Ginásio "Vô" Lucato                                       |                          |                     |
| Associação Macaé de Basquete / Macaé Basquete                                                                                                   |      | Macaé                            |                                                                                   | Ginásio Tênis Clube de Macaé                              |                          | [ 13 ]              |
| Mogi das Cruzes Basquete |      | Mogi das Cruzes                  |                                                                                   | Ginásio Professor Hugo Ramos                              |                          | [ 14 ] [ 3 ]        |
| Sociedade Esportiva Palmeiras / Palmeiras Basquete                                                                                              |      | São Paulo                        | 1977                                                                              | Ginásio Palestra Itália                                   | Mehrspartensportverein   |                     |
| Pato Basquete |      | Pato Branco                      |                                                                                   | Ginásio do SESI                                           |                          | [ 15 ] [ 3 ]        |
| Rio Claro Basquete |      |                                  | 1992, 1995                                                                        |                                                           |                          | [ 16 ] [ 17 ]       |
| Tijuca Tênis Clube |      | Rio de Janeiro                   |                                                                                   | Ginásio Álvaro Vieira Lima                                |                          | [ 18 ]              |
| Fluminense Rio de Janeiro FC |      | Rio de Janeiro                   | Frauen: 1998                                                                      |                                                           | Mehrspartensportverein   |                     |
| CR Vasco da Gama (basketball) |      | Rio de Janeiro                   | 2000, 2001                                                                        | Ginásio Vasco da Gama                                     | Mehrspartensportverein   | [ 19 ] [ 3 ]        |
| Flamengo Rio de Janeiro / Clube de Regatas do Flamengo                                                                                          |      | Rio de Janeiro (Tijuca)          | 2008, 2009, 2013, 2014, 2015, 2016, 2019, 2021                                    | Ginásio do Maracanãzinho                                  | Mehrspartensportverein   | [ 20 ] [ 3 ]        |
| Botafogo de Futebol e Regatas (basketball) |      | Rio de Janeiro                   | 1967                                                                              | Ginásio Oscar Zelaya, Carioca Arena 1                     | Mehrspartensportverein   | [ 21 ] [ 3 ]        |
| Esporte Clube Vitória (basketball) |      | Salvador, Bahia                  |                                                                                   |                                                           | Mehrspartensportverein   | [ 22 ]              |
| Sao Jose Basketball |      | São José dos Campos              | 1981 (I)                                                                          | Ginásio Lineu de Moura                                    | Männer und Frauen        | [ 23 ] [ 24 ] [ 3 ] |
| Esporte Clube Sírio |      | São Paulo                        | 1968, 1970, 1972, 1978, 1979, 1983, 1989                                          | Ginásio Esporte Clube Sírio                               | Mehrspartensportverein   |                     |
| Clube Atlético Monte Líbano (basketball) |      | São Paulo                        | 1982, 1985, 1986 (I), 1986 (II), 1987                                             |                                                           | Mehrspartensportverein   | [ 25 ]              |
| Sport Club Corinthians Paulista |      | São Paulo                        | 1965, 1966, 1969, 1996                                                            | Ginásio Wlamir Marques                                    | Mehrspartensportverein   | [ 26 ] [ 3 ]        |
| Club Athletico Paulistano |      | São Paulo                        | 2018                                                                              | Ginásio Antônio Prado Junior                              | Mehrspartensportverein   | [ 27 ] [ 3 ]        |
| Esporte Clube Pinheiros, Pinheiros Basquete |      | São Paulo                        |                                                                                   | Poliesportivo Henrique Villaboim                          | Mehrspartensportverein   | [ 28 ] [ 29 ] [ 3 ] |
| São Paulo FC (basketball) |      | São Paulo                        |                                                                                   | Ginásio do Morumbi (Gym Doctor Antônio Leme Nunes Galvão) |                          |                     |
| Luvix/Uniao Corinthians |      | Santa Cruz do Sul                | 1994                                                                              | Ginásio Poliesportivo Arnão                               |                          | [ 30 ] [ 31 ] [ 3 ] |
| Clube Atlético Sorocaba |      |                                  |                                                                                   |                                                           |                          |                     |
| Liga Sorocabana de Basquete |      | Sorocabana                       |                                                                                   |                                                           |                          | [ 32 ] [ 33 ]       |
| Clube Atlético Ubirajá / Bira |      | Lajeado                          |                                                                                   | Complexo Esportivo da Univates                            |                          |                     |
| Unitri/Uberlândia (Uberlândia Tênis Clube) |      | Uberlândia                       | 2004                                                                              |                                                           |                          | [ 34 ]              |
| Centro de Treinamento Arremessando para o Futuro / Espírito Santo Basquetebol                                                                   |      | Vila Velha                       |                                                                                   | Ginásio Tartarugão                                        |                          |                     |
| COC/Ribeirão Preto |      | Ribeirão Preto, São Paulo        | 2003                                                                              |                                                           |                          | [ 35 ]              |
| Telemar/Rio de Janeiro |      | Rio de Janeiro                   | 2005                                                                              |                                                           |                          | [ 36 ] [ 37 ]       |
| Basquete Três Lagoas |      | Três Lagoas / Mato Grosso do Sul |                                                                                   |                                                           | Männer und Frauen        | [ 38 ]              |

Die Tabelle erhebt keinen Anspruch auf Vollständigkeit.